# Grad Rakičan
Grad Rakičan je dvorec, ki stoji v naselju Rakičan v občini Murska Sobota.
Izvira iz starejšega gradu na tem mestu, ki je bil utrjen v 17. stoletju, nazadnje pa predelan v baročni dvorec ali graščino.

## Zgodovina
Stavba je v zgodovinskih virih prvič omenjena v 15. stoletju kot utrjena fevdalna postojanka, ki ni služila kot stalno prebivališče, zato je ni mogoče označiti za grad. Med turškimi vpadi je imela stavba utrdbeno funkcijo. Utrdba, povezana s terminom grad, označuje vojaško postojanko brez rezidenčne in gospostvene funkcije. Zato je bil termin utrdba najverjetneje ustrezen za stavbo pred baročno prezidavo, saj je opravljala funkcije utrdbe in do 18. stoletja ni bila sedež gospostva. V 18. stoletju je stavba postala sedež novega istoimenskega posestva in danes vključuje vse arhitekturne značilnosti dvorca.

## Nekdanji lastniki dvorca
V 14. stoletju so posestvo Rakičan pridobili Széchyjevi, pomembna madžarska plemiška družina, kot donacijo ogrskega kralja Sigismunda. Po ločitvi Istvána Széchyja v 1530-ih letih je posestvo podedovala njegova hči. Zanimanje za nepremičnino so kasneje pokazale ugledne rodbine, kot so Erdődy, Thurzó, Choron, Zekel in Poppel, ki jo je na koncu tudi dobila v last. Lázsló Poppel Lobkowitz je leta 1565 pridobil posest z ženo Magdaleno Salm, ki je podedovala Rakičan in druga posestva. V virih leta 1582 je zapisano, da sta si z Tomažem Széchyjem delila Mursko Soboto.
Éva Poppel je leta 1607 prinesla Rakičan kot doto v družino Batthyány, ko se je poročila s Ferencom II. Batthyányem. Po smrti Ferenca II. Batthyányja je od leta 1625 do svoje smrti 1642 v dvorcu prebivala njegova vdova. Obdobje največjih sprememb dvorca je pripadalo Ádámu I. (1610–1659) in njegovemu nečaku Ádamu II. (1662–1703). Kasnejši Batthyányji niso imeli večjih vplivov na razvoj dvorca, čeprav je grof Arthur nekoč bil lastnik gotskega relikviarija. Zadnja lastnica iz družine Batthyány je bila grofica Georgina. Danes je dvorec v lasti Mestne občine Murska Sobota.

## Arhitektura

### Srednji vek
Že v srednjem veku je na območju današnjega dvorca obstajala utrjena točka. Utrdba ali grad se prvič omenja leta 1350 kot Reketye in Castriferieri, leta 1431 pa kot utrjena fevdalna postojanka. Do prihoda Turkov je dvorec predstavljal fevdalno posest madžarskih jobagionov. Srednjeveški videz stavbe ni znan, vendar je verjetno kot utrdba imela manj reprezentativen izgled od današnjega. V 16. stoletju naj bi se razširila v široko štirikotno stavbo z dvoriščem.

### Dvorec v času turških vpadov
Z zapisov je razvidno, da so dvorec med turškimi vpadi nenehno dodatno utrjevali. Leta 1633 se je v Rakičanu sestala županijska komisija, ki je odločila, da morata obe rodbini, Széchyji in Poppli, ki sta bili solastnici soboškega ozemlja, postaviti posebne utrdbe in bastije. Iz 6. aprila 1633 je ohranjen zapis, da je Spodnji soboški grad (inferiori Castello Muraj Szombat) poleg obrambnih okopov in jarkov imel tudi notranje in zunanje obzidje ter dolgi most, ki je prečkal obrambni jarek. Zaščita z vodnim jarkom ni presenetljiva, saj je dvorcu zaradi nižinskega terena poleg bastij nudila dodatno zaščito. Pred letom 1640 je dvorec imel dve utrdbi, leta 1640 pa so dogradili še tretjo. Dve leti kasneje so dodali četrto, imenovano »Veliko novo utrdbo«. V času Ádáma I. so postavili obrambne zidove (palánk) v Soboti in Rakičanu. Leta 1645 je turška konjenica vdrla v Rakičan, pri čemer je požar uničil zgornjo etažo dvorca. Rekonstrukcija se je začela leta 1647 in trajala do 1654, ko so postavili nove tramove, streho in okrasni vodnjak. V dvorišču so uredili park in vrt. Dvorec je leta 1664 ponovno požgala turška vojska. Podrobnosti o kasnejših spremembah do leta 1696 niso znane. 

### Baročne prezidave
Kmalu potem, ko je posest s poroko prešla v roke Batthyányjev v začetku 17. stoletja, je nastopilo ključno obdobje - čas, ko je bil grad v lasti grofa Ádáma I. Batthyányja. Vplivi baročne umetnosti so se v Ádámovih posestvih začeli postopoma kazati v 30. letih 17. stoletja, in sicer v sklopu jezuitskega misijona, ki ga je vodilo rekatolizirajoče avstrijsko in ogrsko plemstvo. Baročna umetnost na Madžarskem, in posledično v Prekmurju, se je najprej pojavila v notranjih predelavah stavb, kot so štukature in stropne poslikave, medtem ko je v drugi polovici stoletja še prevladovala poznorenesančna manieristična smer. Ádám I. ni gradil novih posestev, temveč je v večji meri preurejal starejše srednjeveške in renesančne komplekse.
Arhitekti, ki so sodelovali pri njegovih gradnjah, so delovali na območju, ki je bilo v stiku z Gradcem in Dunajem. Ti dve mesti sta bili središči baročne umetnosti tega območja. Ádámove prve gradnje so bile namenjene predvsem dokončanju gradbenih del, ki jih je začela njegove mati, večje gradbene projekte pa je začel po letu 1635 in jih nadaljeval vse do svoje smrti. Dvorce in gradove je spreminjal v reprezentativna posestva z velikim številom osebja. Za opremo posesti je kupoval umetnine v Gradcu, ter nizozemske tapiserije in turške preproge na Dunaju.
Konec 17. stoletja je bil dvorec, tedaj v lasti Ádama II., prezidan na prvotnih temeljih in dobil zunanji izgled baročnega podeželskega  dvorca. Leta 1696 je Ádám II. naročil, naj na Dunaj povabijo tesarja in kamnoseka z načrti za baročno prenovo. Sledila je temeljitejša prezidava, ki je vodila do današnjega izgleda. 
Grajski kompleks je sestavljen iz štirih traktov, ki zapirajo kvadratno notranje dvorišče. Vzhodni del je bil gospodarski, zahodni pa reprezentativen bivanjski del, namenjen grofovi družini. Dvorec je krit z dvokapno streho iz bobrovca, stolpa sta krita s piramidnima strehama. Vzhodni trakt je pritličen z okni brez okrasja, namenjen gospodarskim prostorom. Portal na vzhodnem traktu, obrnjen proti Lendavski ulici, je eden redkih ohranjenih poznorenesančnih elementov dvorca.
Severni in južni trakt sta pritlična in sta služila gospodarskim potrebam. Severni trakt je bil vrtnarija, v južnem pa so se nahajali hlevi in konjušnica, še danes pa se tam nahajajo prostori jahalnega društva. Zahodni trakt je enonadstropni plemiški del in temu primerno poudarjen z arkadnim hodnikom v pritličju. Arkade slonijo na zidanih slopih, okrašenih s preprostimi barvnimi poslikavami, in ustvarjajo iluzijo poudarjenega osrednjega dela trakta. Nadstropje je obnovljeno in odprto z arkadnim hodnikom. Pritličje se odpira proti parku, nadstropje pa je poudarjeno z baročno oblikovanim rizalitom z dvokapno atiko ter dekorativnimi kamnitimi vazami.

Pogled s strani parka razkriva preproste pravokotne okenske okvire v nadstropju, kvadratna okna v pritličju ter poudarjen rizalit z glavnim vhodom za kočije. V levi in desni del trakta zaključujeta dvonadstropna stolpa, v katerih so bili nekdaj bili grajski saloni. Do njih vodita spiralni stopnišči. Na južnem vogalu trakta se nahaja terasa z zastekljenimi odprtinami, ki vodijo v kavarno.
1. ↑  »Opis enote nepremične kulturne dediščine, evidenčna številka 6791«. Geografski informacijski sistem kulturne dediščine. Ministrstvo za kulturo Republike Slovenije.
2. ↑  Zelko, Ivan (1996). Zgodovina Prekmurja. Murska Sobota: Pomurska Založba. str. 30.
3. ↑  Zimány, Vera (1962). »A herceg Batthyány család levéltára«. Levéltári leltárak, 16. str. 2-16.
4. 1 2  Koppány, Tibor (2014). Kastélyok a végvárak mögött című. Budimpešta. str. 224.
5. 1 2 3  Benko, T. (2022). Dvorec Rakičan. str. 18.
6. ↑  Zelko, Ivan (1972). »Gospodarska in družbena struktura turniške pražupnije po letu 1381«. Razprave, SAZU, VII/5. str. 414.
7. 1 2  Koppány, Tibor (2014). Kastélyok a végvárak mögött című. Budimpešta. str. 88.
8. ↑  Koppány, Tibor (1984). »Batthyány I. Ádám építkezései. 1629-1659«. Történelmi szemle, 27. str. 541.
9. ↑  Balažic, Janez (2011). Pomurje: umetnostnozgodovinski oris. Knjižna zbirka Podobe Panonije. Murska Sobota: Franc-Franc. str. 75. ISBN 978-961-255-041-7.
10. ↑  Benko, T. (2022). Dvorec Rakičan. str. 20.